# Герб Тауразького повіту
Герб Тауразького повіту (лит. Tauragės apskritis herbas) — символ сучасного адміністративно-територіального утворення в Литовській Республіці Тауразького повіту.

## Історія
Герб Тауразького повіту затверджено Декретом президента Литви за № 249 від 5 квітня 2005 року.
Автор еталонного герба — художник Арвідас Каждайліс.

## Опис (блазон)
У червоному полі спинається золота рись із срібним озброєнням (зубами, язиком і пазурами), яка в правій передній лапі тримає срібний меч, а лівою прикривається таким же щитом, на котрому червоний мисливський ріжок з ремінцем; на синій облямівці десять золотих литовських подвійних хрестів.

## Зміст
Озброєна рись уособлює пильність і статус прикордонного регіону. Також рись вказує на приналежність земель повіту до давнього повіту Расейняй. Мисливський ріжок походить з герба адміністративного центру повіту — міста Таураге. Червоний колір символізує боротьбу за свободу.
Синя облямівка з десятьма ягеллонськими хрестами (хрестами з чотирма раменами) — загальний елемент для гербів повітів Литви. Ягеллонський хрест символізує Литву, число 10 вказує на кількість повітів, золото в синьому полі — традиційні кольори ягеллонського хреста.

Герб Расейняй
Герб Ягеллонів
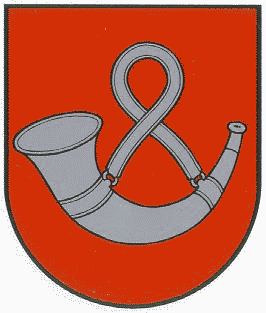
Герб Таураге